# Ugglenebulosan
Ugglenebulosan eller Messier 97 (M97) även känd som NGC 3587, är en planetarisk nebulosa i stjärnbilden Stora björnen på ett avstånd av ca 2 030 ljusår från solsystemet.
Ugglenebulosan är klassificerad som en av de mer komplexa av de planetariska nebulosorna. Centralstjärnan med en skenbar magnitud på 16, har en massa av ca 0,7 solmassor och nebulosan själv ca 0,15 solmassor. Nebulosan formades för ungefär 8 000 år sedan. Den har ungefär cirkulärt tvärsnitt med svaga inre strukturer och bildades från utflödet av material från den centrala stjärnans stjärnvind när den utvecklades längs den asymptotiska jättegrenen.

## Egenskaper
Nebulosan är ordnad i tre koncentriska skal, där det yttersta skalet är ca 20-30 procent större än det inre skalet. Ett lätt uggleliknande utseende hos nebulosan är resultatet av att ett inre skal inte är circulärt symmetrisk, utan bildar i stället en trumliknande struktur placerad med 45° vinkel till siktlinjen från jorden.
Nebulosan rymmer ca 0,13 solmassor av materia som väte, helium, kväve, syre och svavel, alla med en densitet mindre än 100 partiklar per kubikcentimeter. Dess yttre radie är omkring 0,91 ljusår (0,28 pc) och den expanderar med hastigheter i området 27-39 km/s in i det omgivande interstellära mediet.
Centralstjärnan av 14:e magnituden har passerat höjdpunkten i sin utveckling och kondenserar för att bilda en vit dvärg. Den har en massa som är 55 – 60 procent av en solmassa, har 41 till 148 gånger solens luminositet, och har en effektiv temperatur på 123 000 K. Stjärnan har framgångsrikt upplösts av Spitzerteleskopet som en punktkälla som inte visar det överskott av infraröd strålning som är karakteristiskt för en omgivande skiva.

## Historik
Ugglenebulosan upptäcktes av den franske astronomen Pierre Méchain den 16 februari 1781. Pierre Méchain var Charles Messiers observerande kollega, och nebulosan observerades av Messier själv några veckor efter den första observationen. Objektet gav han namnet Messier 97, och införde den i sin katalog den 24 mars 1781. Om objektet noterade han "Nebula i den Stora björnen, nära Beta." Nära denna nebulosa observerades en annan, Messier 108, och även en tredje som ligger nära Gamma av Stora björnen Messier 109. (diam. 2′).  År 1844 klassificerade amiral William H. Smyth objektet som en planetariska nebulosa.  När William Parsons, 3:e Earl av Rosse, observerade nebulosan på Irland 1848, liknade hans handritade illustration ett ugglehuvud. I hans anteckningar beskrevs objektet som "Två stjärnor betydligt ifrån varandra i den centrala regionen, mörk penumbra kring varje spiralarrangemang, med stjärnor som uppenbara attraktionscentra. Stjärnor glittrande i den - upplösbara." Den har varit känd som Ugglenebulosan därefter. Nyare utvecklingar på det sena 1900-talet har upptäckt en röd jättehalo av vindar utanför dess inre skal, och kartlagt nebulosans strukturer. 

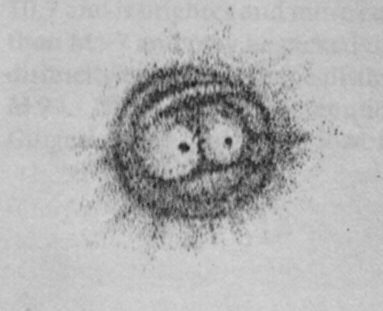
Ugglenebulosan (M97) tecknad av Lord Rosse som gav den planetariska nebulosan des namn. Källa: seds.org

Location of M97 by Ursae Majoris

## Observationer
Även om Ugglenebulosan inte kan ses med blotta ögat, kan en svag bild av den observeras under anmärkningsvärt goda förhållanden med ett litet teleskop eller 20×80 kikare. För att skilja ut nebulosans mer distinkta uggla, som ögondrag, krävs ett 10-tums teleskop eller bättre. För att hitta nebulosan på natthimlen, titta på stjärnan Beta Ursae Majoris. Därifrån ligger M97 drygt 2,5 grader i sydostlig riktning mot stjärnan Gamma Ursae Majoris placerad mittemot Beta Ursae Majoris. M97, tillsammans med Alfa Ursae Majoris, anger riktningen till Polstjärnan.